# 長尾景信
長尾景信（1413年－1473年7月18日）是室町時代中期武將。父親是長尾景仲。

## 生平
在應永20年（1413年）出生，家中長男。父親景仲是上杉憲實的家宰。寬正2年（1461年），因為景仲以高齢為理由隱居，於是繼承父親成為山内上杉氏當主上杉房顯的家宰。
文正元年（1466年），房顯在沒有子嗣的情況下死去，奉將軍足利義政之命，迎越後守護大名上杉房定的次男上杉顯定為房顯的養子，並命顯定繼承山内上杉家，顯定在文正2年（1467年）成為關東管領。此後成為守護代並掌握着山内上杉家的實權，成為背後的操控者並與古河公方的足利成氏對立。
文明3年（1471年）4月，以總大將身份率領上杉軍入侵下野國，攻陷赤見城和樺崎城，同年5月攻入下總，之後再攻陷成氏的居城古河城。
文明4年（1472年），古河城被成氏奪回，因此再次率軍攻入下總，與足利軍對峙。戰鬥中漸漸對景信方有利，但是翌年6月23日，在五十子陣中死去。享年61歲。
家宰之職由弟弟忠景繼承，但是對此抱持不滿的嫡男景春與主君顯定對立並發起叛亂（長尾景春之亂）。